# Исьовци
Исьовци е село в Южна България. То се намира в община Смолян, област Смолян.

## География
Село Исьовци се намира в планински район.